# Kiel (Schiffbau)

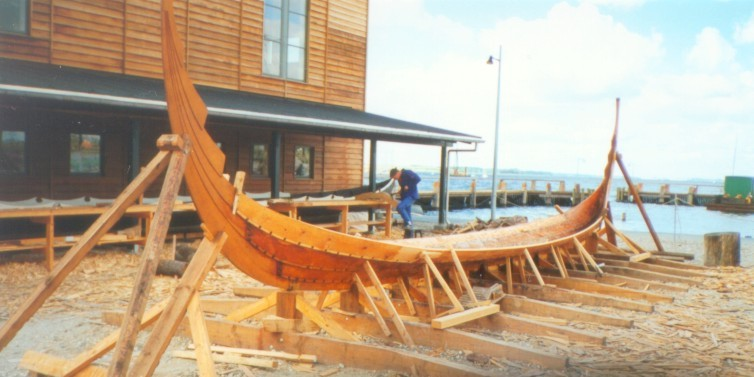
An den neu gelegten Kiel sind die ersten Plankengänge angesetzt worden (Bau der Replik eines nordischen Langschiffes in Roskilde)

Der Kiel ist der wichtigste, mittschiffs im Boden angebrachte Längsverband eines Schiffes oder Bootes. Der Kiel ist somit das „Rückgrat“ des Schiffes. An ihm sind die querstabilisierenden Spanten, die „Rippen“, angebracht. An seinen Enden geht der Kiel in die Steven über. Neben der Stabilisierung des Rumpfes dient er auch der Erhöhung der Kursstabilität und – vor allem bei Segelfahrzeugen – der Verringerung der seitlichen Abdrift.
Im Unterschied zu einem aufholbaren Schwert ist ein Kiel in der Regel fest montiert und hat ein beträchtliches Eigengewicht. Je nach Art des Schiffes gibt es allerdings sehr unterschiedliche Kielformen, die sich teilweise nicht ganz klar vom Schwert trennen lassen.

## Entwicklungsgeschichte des Kiels
Entwicklungsgeschichtlich ist der Kiel aus dem Einbaum hervorgegangen. Die erste Weiterentwicklung der Einbäume bestand im Einsetzen von Spanten und Erhöhen der Bordwände durch aufgesetzte Plankengänge. Nach Vervollkommnung dieser Technik wurde der Einbaum dann allmählich immer mehr reduziert, bis er letzten Endes nur noch das tragende Element, der Kiel, des Bootsrumpfes war.
Es gibt jedoch auch Schiffe, die keinen Kiel haben. So wurden bestimmte holländische Plattbodenschiffstypen, wie z. B. die Boeieraak, früher ohne Kiel gebaut.

## Der Kiel bei Segelfahrzeugen

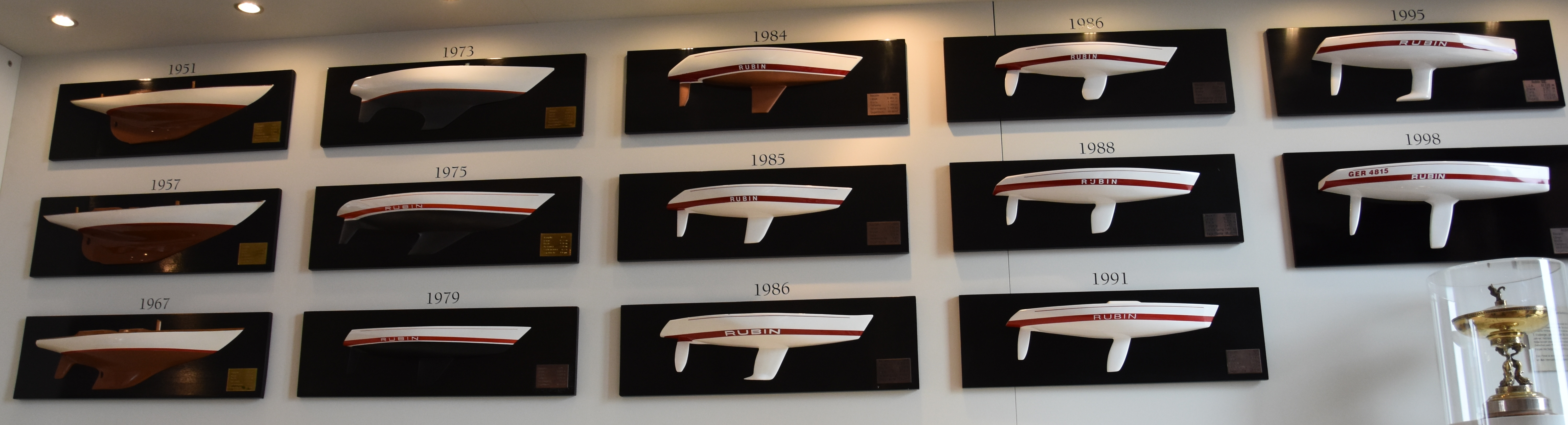
Schiffsmodelle aus über 50 Jahren Yachtbau. Gut erkennbar ist die Veränderung des Unterwasserschiffs über die Jahrzehnte (im Bild beispielhaft die diversen Yachten des deutschen Seglers Hans-Otto Schümann)

Bei Segelfahrzeugen erfüllt der Kiel zusätzlich zwei weitere Funktionen:
1. Er dient der Vergrößerung des Lateralplans, der die seitliche Abdrift des Fahrzeugs vermindert und Auftrieb Richtung Luv erzeugt. Dies ermöglicht Segelfahrzeugen, hoch am Wind zu segeln (schräg entgegen den Wind voranzukommen).
2. Er sorgt für Gewichtsstabilität, die das Fahrzeug vor dem Kentern (Umkippen) bei starker Krängung (Schräglage) schützt.

Für maximale Wirkung und gute Segeleigenschaften sollte das Kielgewicht so tief und so schwer wie möglich sein. Besonders in flachen Binnengewässern führt das allerdings zu erheblichen Einschränkungen bei der Wahl der möglichen Anlegehäfen, weshalb man hier vermehrt auf Hubkiele setzt oder anderweitige Kompromisse eingehen muss. Segelschiffe mit festem Kiel haben einen deutlich größeren Tiefgang als vergleichbare Motorschiffe.
Der hydrodynamische Auftrieb des Unterwasserschiffs wirkt in Richtung Luv und hält so das Schiff auf Kurs (siehe Physik des Segelns).
Erkenntnisse aus der Strömungslehre ermöglichen es, effiziente Kielformen am Computer zu bestimmen. Die Wirksamkeit des Kiels als Auftriebsflosse ist in erster Näherung lediglich vom Quadrat des Tiefgangs, nicht aber von der Fläche des Unterwasserschiffs abhängig. Deshalb haben sich die Formen der Kiele in den letzten 50 Jahren deutlich verändert. Waren zu Beginn des modernen Yachtbaus noch lange Kiele üblich, sind sie heute sehr schmal und tief.

## Kielkonstruktionen

### Langkiel und Kurzkiel bei Segelyachten
Langkiele verlaufen über einen großen Bereich des Unterwasserschiffes einer Segelyacht. Sie werden heute kaum mehr gebaut, da Kurzkiele mehr Vorteile bieten.
Der Kurzkiel erstreckt sich nur über einen kleinen Bereich der Länge des Unterwasserschiffs, reicht jedoch weiter in die Tiefe als der Langkiel. Yachten mit Kurzkiel sind leichter, schneller und wendiger und daher besser zu manövrieren. Nachteile sind eine geringere Richtungsstabilität und ein größerer Tiefgang. Zudem ist die Konstruktion schmaler Kielvarianten für den Hersteller anspruchsvoller, weil die enormen Scherkräfte des Kiels auf einer sehr kleinen Fläche in den Schiffsrumpf überführt werden müssen. Ein Kielverlust kommt glücklicherweise selten vor – gezählt wurden 73 zwischen 1983 und 2015 –, gehört aber zum Schlimmsten, was auf See passieren kann. Bei Verlust des Kiels kentert das Boot praktisch sofort durch und lässt der Crew kaum Zeit, die Rettungsinsel zu besteigen, weswegen die Havarie oft tödlich endet, zuletzt beim Unglück der Cheeki Rafiki mitten auf dem Atlantik im Sommer 2014.

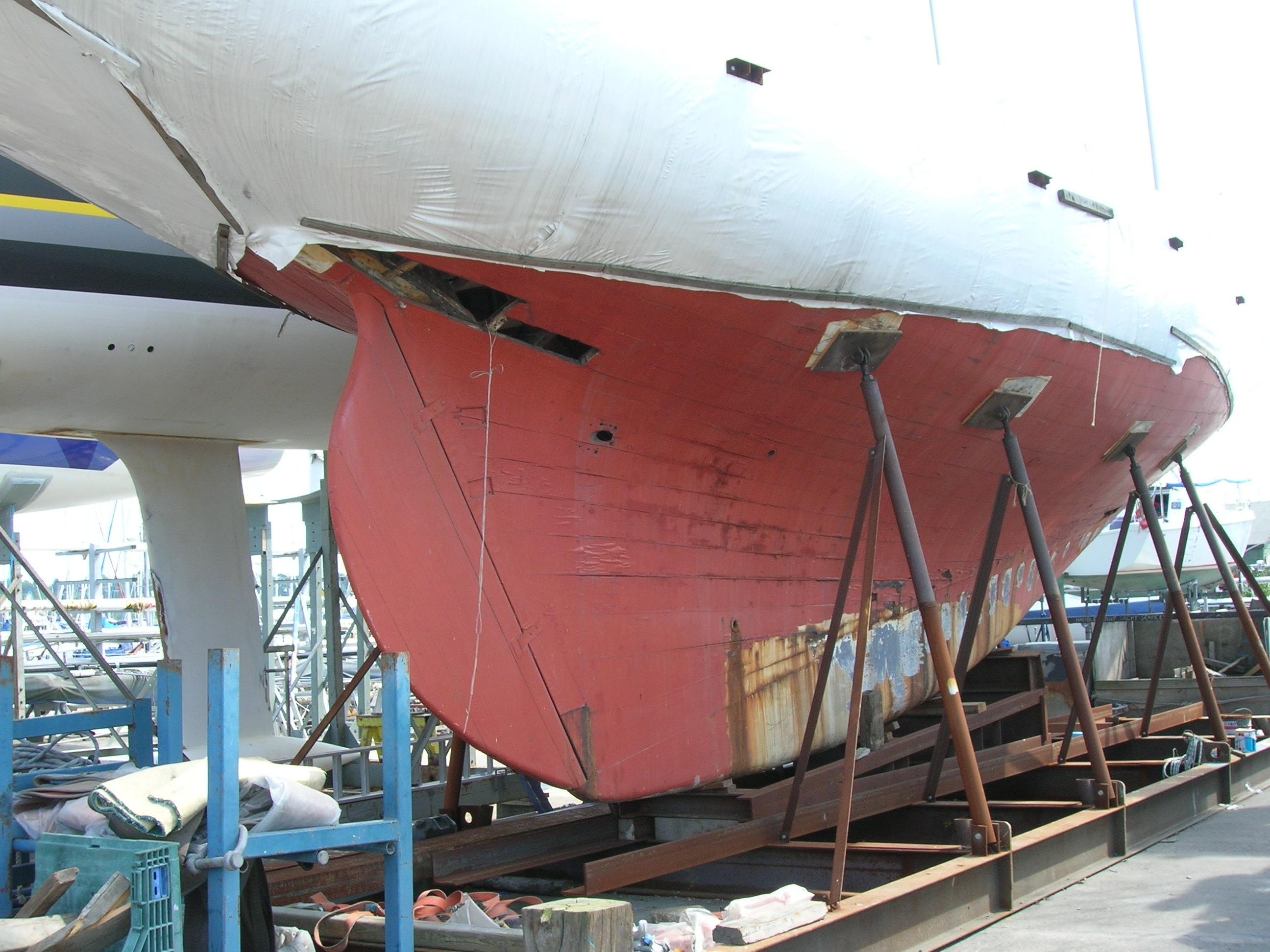
Langkiel
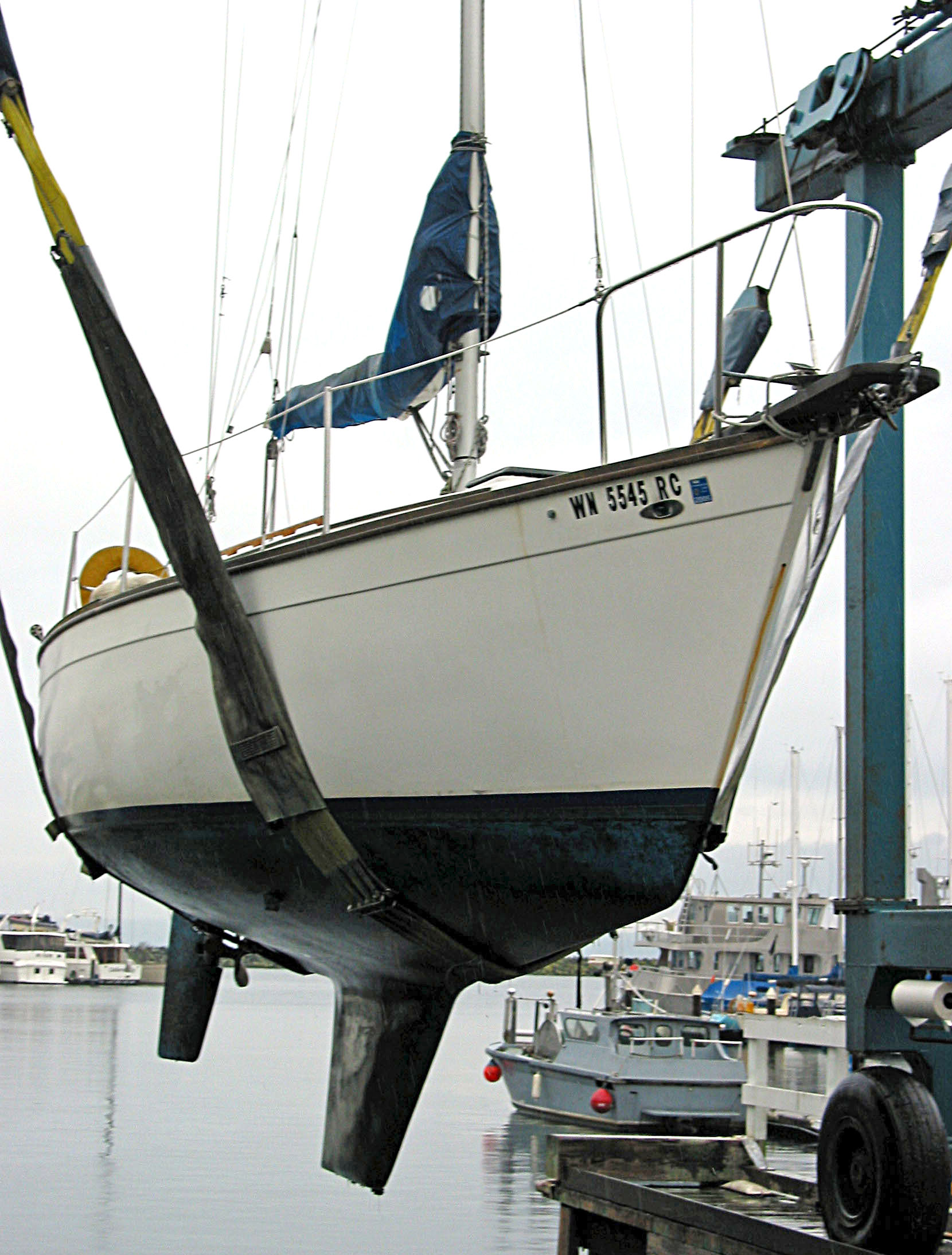
Flossenkiel (als Kurzkiel)

### Ballastkiel, Flossenkiel, Ballastschwert
Ballastkiele sind schwere, aus Gusseisen oder Blei bestehende Kielflossen, die bei Segelyachten für Gewichtsstabilität sorgen. Ballastkiele machen etwa ein Drittel bis die Hälfte des gesamten Yachtgewichtes aus.
Als Flossenkiel bezeichnet man eine schwere Kielflosse, die bei Segelbooten (Kielboote oder Segelyachten) im Allgemeinen an den „eigentlichen“ Kiel angebolzt wird. Man unterscheidet bei diesen Booten zwischen Kurz- und Langkielern. Yachten älterer Bauart sind oft Langkieler, moderne Yachten fast ausnahmslos Kurzkieler.
Bei manchen Jollenkreuzern werden schwere Schwerter verwendet, die ihre große Masse mit einlaminiertem Bleiballast realisieren oder dadurch, dass sie vollständig und homogen aus Metall hergestellt sind. Solche Ballastschwerter bilden keinen Übergang zu den Hubkielen, weil sie im Unterschied zu diesen drehbar aufgehängt sind.

### Kielschwert

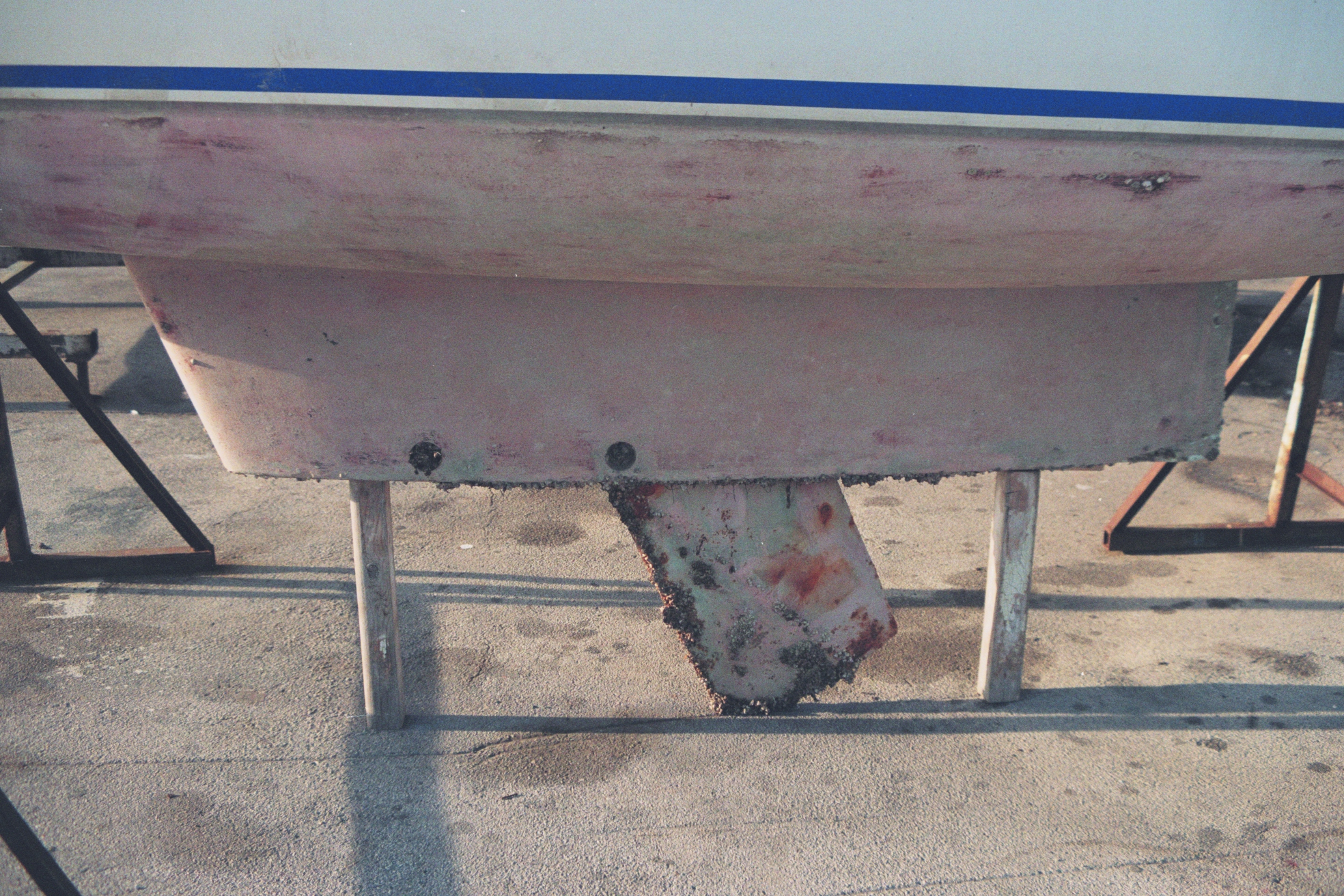
Kielschwert

Ein Kielschwert ist die Kombination eines Flossenkiels mit einem aufholbaren Schwert. Der Flossenkielteil ist nach unten hin kürzer (Stummelkiel) als beim normalen Flossenkiel. Er gewährleistet weitgehend die Gewichtsstabilität des Rumpfes. Das Schwert kann durch einen Schlitz im Kiel ausgefahren werden und vergrößert damit den Lateralplan. Diese Konstruktion hat den Vorteil, dass mit gehobenem Schwert in flachem Wasser gesegelt werden kann.

### Kimmkiel, Doppelkiel, Dreierkiel

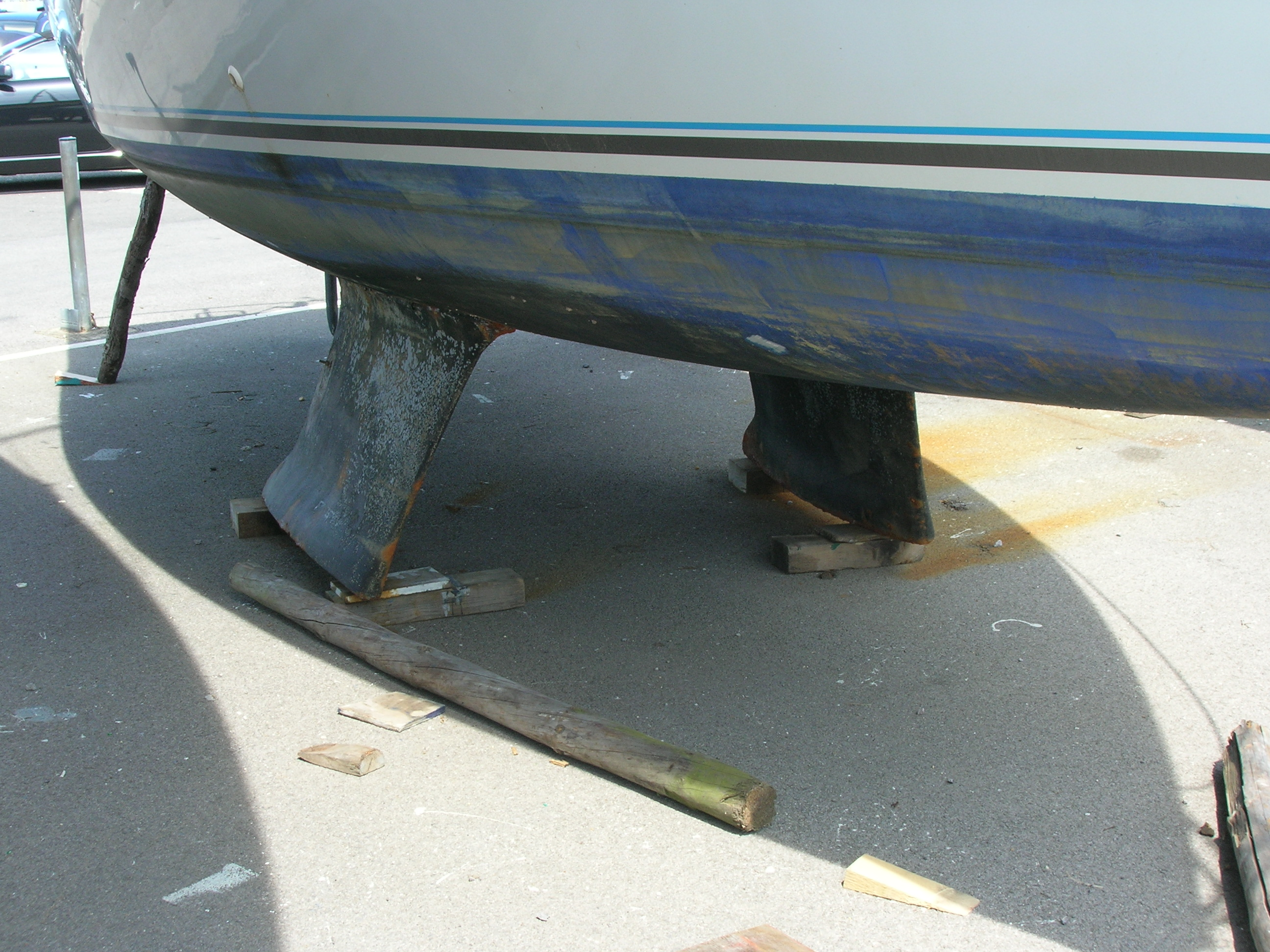
Kimmkiel

Ein Kimmkiel besteht aus zwei kurzen Flossenkielen, die an beiden Seiten des Rumpfes (im Bereich der Kimm) ansetzen. Sie ermöglichen in Gewässern mit ausgeprägtem Tidenhub das Trockenfallen, da die Yacht problemlos auf dem Kimmkiel stehen kann.
Gelegentlich wird als Doppelkiel die Variante des Kimmkieles bezeichnet, bei der sich der Ballast hauptsächlich in den beiden Flossenkielen befindet.
Als Dreierkiel wird ein Kimmkiel mit zusätzlichem Mittelkiel bezeichnet.

### Mittelkiel
Mit dieser Bezeichnung wird die Anordnung eines Kieles in der Schiffsmitte bezeichnet, im Gegensatz zum Kimmkiel. Es kann sich auch um den mittleren Kiel eines Dreikielers handeln.

### Flügelkiel

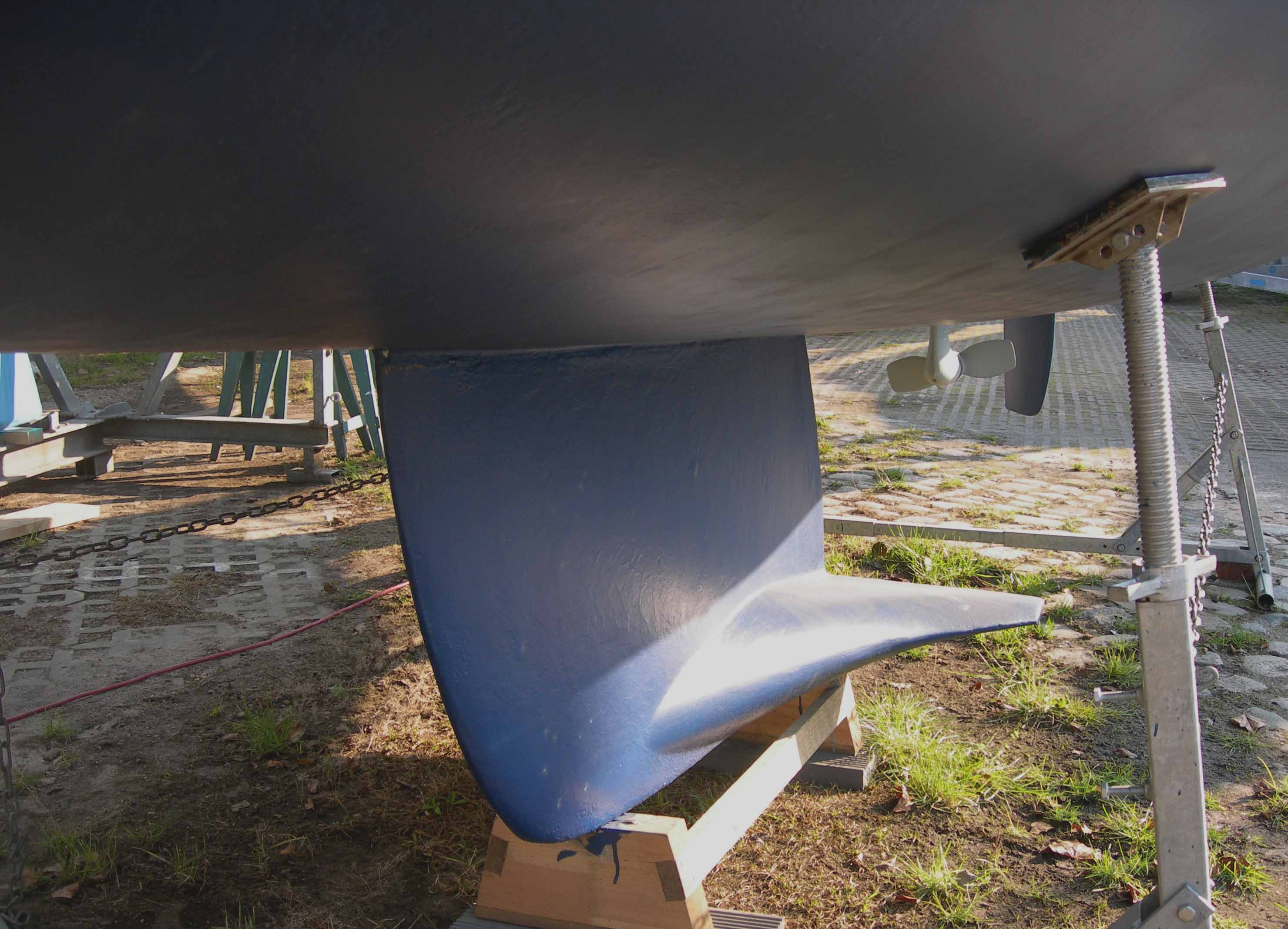
Flügelkiel

Der bis 1983 geheimgehaltene Flügelkiel wurde erstmals beim America’s Cup 1983 bei der Yacht Australia II, die auch die Regatta gewann, verwendet. Er wurde unter Leitung von Ben Lexcen in Australien entwickelt. Der Flügel selbst ist eine besondere Form der Kielbombe und bringt unter Umständen hydrodynamische Vorteile. Diese Vorteile treten vor allem bei höheren Bootsgeschwindigkeiten auf. Bei langsamen Bootsgeschwindigkeiten (wenig Wind) wirkt der Flügelkiel aufgrund der im Vergleich zur konventionellen Kielbombe größeren benetzten Oberfläche, die einen größeren Wasserwiderstand bewirkt, eher als Bremse. Aufgrund des geringen Tiefganges können Yachten mit Flügelkiel auch in seichten Gewässern gefahren werden.

### Schwenkkiel
Schwenkkiele sind bewegliche Kielflossen, die in Schiffslängsrichtung schwenkbar sind und in den Rumpf geklappt werden können.

### Kippkiel (Pendelkiel)
Kippkiele (auch Pendelkiele oder Canting-Keels) sind bewegliche, Kielbomben tragende, lange und schmale Kielflossen, die vor allem bei Regattasegelyachten verwendet werden. Sie können seitlich (in Richtung Steuerbord oder in Richtung Backbord) geschwenkt werden, um die Krängung der Yacht aktiv zu beeinflussen. Kippkiele ermöglichen die Reduzierung des Gesamtgewichtes im Vergleich zu gleichartigen Yachten mit starrer Kielflosse.

### Hubkiel
Unter Hubkielen (auch als Liftkiele bezeichnet) versteht man Kielflossen, die durch geeignete Hebeeinrichtungen, wie beispielsweise Seilwinden oder hydraulische Antriebe, in das Schiffsinnere eingezogen werden können. Hubkiele werden vor allem dort verwendet, wo Kielboote oft transportiert werden müssen, wie z. B. bei Regattabooten, oder um Schiffen mit großem Tiefgang das Anlaufen seichter Häfen zu ermöglichen.
Hubkiele, deren Hebeeinrichtung nur zu Transportzwecken betätigt werden kann, werden auch als Einholekiel bezeichnet.
Eine Alternative zu Hubkielen sind Schwenkkiele.

### Faltkiel
Der Faltkiel kann eingefaltet werden, um den Tiefgang des Schiffes zu verringern. Verwendet wird er hauptsächlich bei Segelyachten. Hier ermöglicht er größeren Schiffen die Einfahrt in seichte Häfen, ohne dabei Raum im Inneren des Schiffes zu benötigen.

### Balkenkiel und Flachkiel

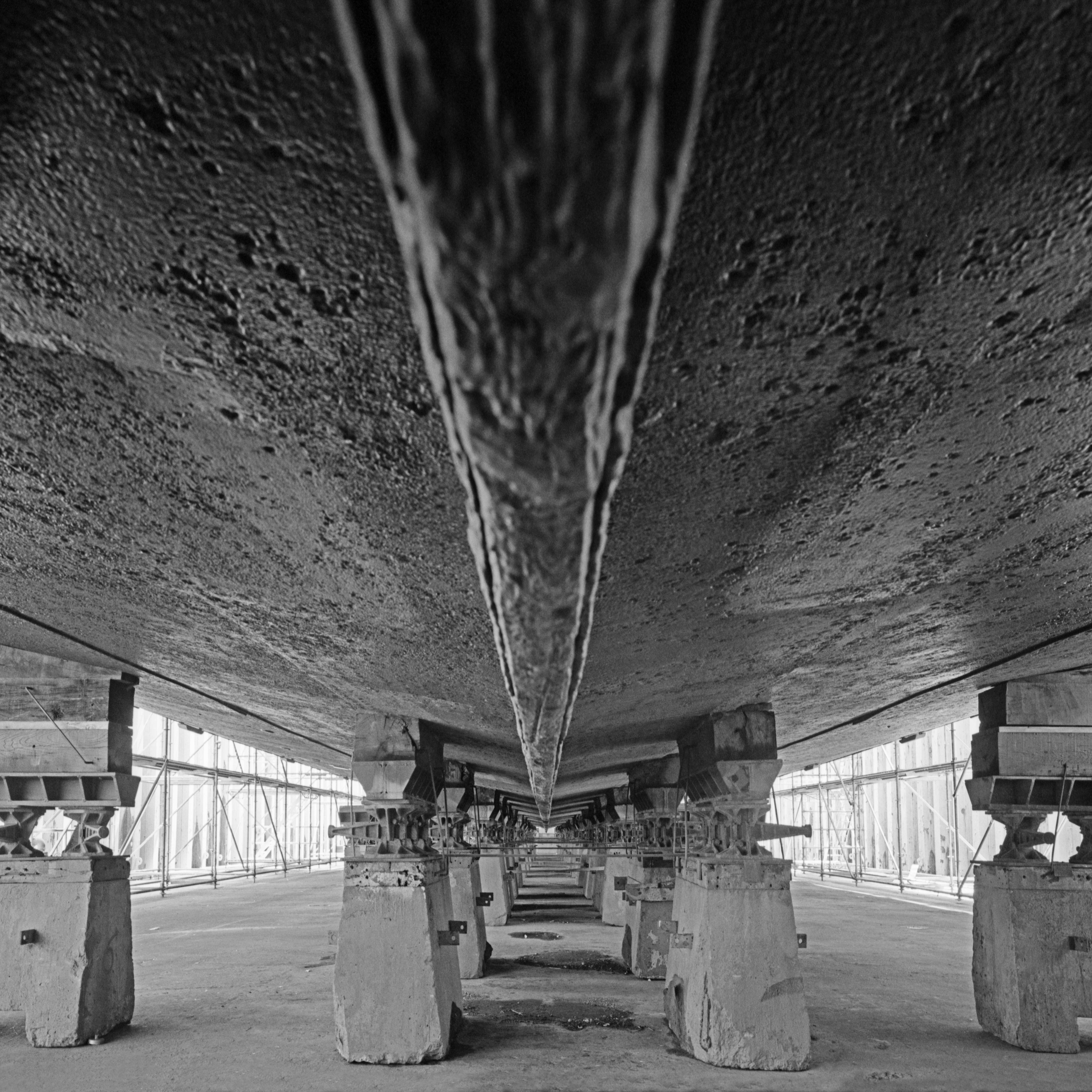
Balkenkiel

Segelschiffe, kleine Fischereifahrzeuge und Schlepper haben einen Balkenkiel, der die Außenhaut vor Grundberührung schützt und die Kursstabilität erhöht. Er besteht aus  einem langen, dickwandigen Flachstahl. Ein zum Heck hin abfallender Kiel (Kielfall) verringert die Abdrift.
Die meisten Stahlschiffe haben einen in die Außenhaut eingefügten Flachkiel, dessen Materialstärke die der angrenzenden Bodenplatten übertrifft.

### Schlingerkiel

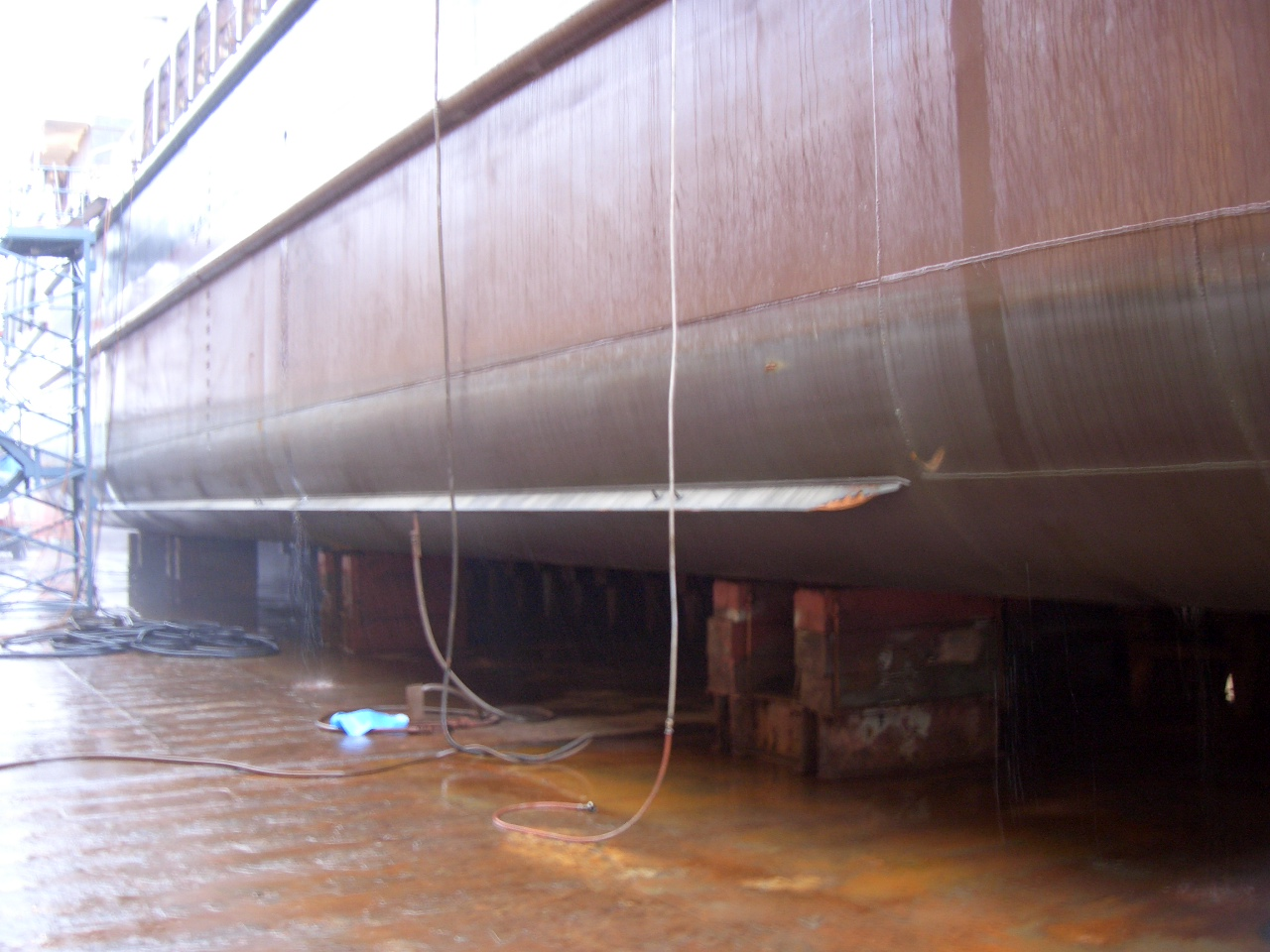
Bordwand mit Schlingerkiel

Schlingerkiele sind an beiden Schiffs- oder Bootsseiten angebrachte Wülste oder Schienen, die der Dämpfung und Verringerung von Schlinger- und Rollbewegungen dienen. Sie stehen von einer schrägen Stelle der Rumpfhaut etwa rechtwinkelig ab und stehen seitlich nicht über die Breite des Rumpfs vor. Meist sind sie an Frachtern oder Motorbooten zu finden.